# NGC 6315
NGC 6315 es una galaxia espiral barrada (SBc) localizada en la dirección de la constelación de Hércules. Posee una declinación de +23° 13' 25" y una ascensión recta de 17 horas, 12 minutos y 46,0 segundos.
La galaxia NGC 6315 fue descubierta el 6 de junio de 1863 por Albert Marth.